# Ungkarl og Ægtemand
|  | Denne artikel er oprettet af botten PalnaBot ud fra en ekstern database. Den kan derfor have sproglige fejl eller mangler. Denne skabelon kan fjernes efter kontrol af indholdet. |

Ungkarl og Ægtemand er en stumfilm fra 1915 instrueret af A.W. Sandberg efter manuskript af Valdemar Andersen.